# Vologa
Vologa este o localitate din comuna Vransko, Slovenia, cu o populație de 45 de locuitori.